# Фісун Олександр Анатолійович
Олександр Фісун — український політолог, доктор політичних наук, завідувач кафедри політології та професор Харківського національного університету ім. В. Н. Каразіна.

## Освіта і професійна діяльність
Навчався в Харківському державному університеті ім. О. М. Горького (1987 р. — закінчив відділення «Політична економія» економічного факультету, 1990 р. — аспірантуру, 1998 р. — докторантуру), з 1990 року працює в ньому.
У 2000 році спільно з Тетяною Журженко організував в Університеті Каразіна міжнародний науковий семінар «Світ-системна теорія і сучасні глобальні трансформації», присвячений 70-річчю Іммануїла Валлерстайна. Семінар був одним із перших спеціальних обговорень світ-системного підходу в академічних спільнотах України та Росії
З 2003 р. — засновник і науковий редактор Альманаху порівняльних досліджень політичних інститутів, соціально-економічних систем і цивілізацій «Ойкумена» .
У 2009 р. захистив докторську дисертацію за темою «Демократія і неопатримоніалізм у сучасних теоріях політичного розвитку».
З 2006 р. — професор кафедри політології філософського факультету ХНУ імені В. Н. Каразіна, з 2010 р. — завідувач кафедри політології філософського факультету. Голова Спеціалізованої вченої ради із захисту кандидатських дисертацій з політичних наук в університеті. З 2012 р. — головний редактор серії «Питання політології» Вісника ХНУ.
Член Програми розвитку нових підходів щодо дослідження та безпеки Євразії (PONARS Eurasia) Інституту європейських, російських та євразійських студій (IERES) Школи міжнародних відносин Еліота Університету Джорджа Вашингтона.

## Основні публікації
Монографії
- Демократия, неопатримониализм и глобальные трансформации. — Харьков: Константа, 2006. — 352 с.

Наукові статті
- Вехи истории политической мысли // Основы политологии. — Харьков: Основа, 1993. — С.78–122.
- Політичні системи неопатримоніального типу // Політологія / упоряд. та ред. М. Сазонова. — Харків: Фоліо, 1998. — С. 700—728.
- Мир-системный анализ как теория геоисторических изменений // Вісник Харківського національного університету ім. В. Н. Каразіна «Світ-системна теорія і сучасні глобальні трансформації (філософія, політологія, соціологія)». — 2000. — № 487. — С. 34–51.
- Политическая экономия «цветных» революций: неопатримониальная интерпретация [Архівовано 25 жовтня 2017 у Wayback Machine.] // Прогнозис. — № 3(7). — Осень 2006. — С. 211—244.
- Постсоветские неопатримониальные режимы: генезис, особенности, типология [Архівовано 25 жовтня 2017 у Wayback Machine.] // Отечественные записки. — 2007. — Т. 39. — № 6. — С. 8–28.
- Неопатримоніалізм проти демократії в Україні // Віче. — 2008. — № 17. — С. 4–7.
- Українська політика як неопатримоніальний політичний процес // Україна на шляху до Європи. Проміжні результати Помаранчевої революції / За ред. Ю. Бестерс-Дільгер; Пер. з англ. — К.: Вид. дім «Києво-Могилянська академія», 2009. — 383 с. — С. 70–74.
- К переосмыслению постсоветской политики: неопатримониальная интерпретация [Архівовано 25 жовтня 2017 у Wayback Machine.] // Политическая концептология. — 2010. — № 4. — С. 158—187.
- Республика ради общего будущего: дилеммы украинского конституционного транзита [Архівовано 25 жовтня 2017 у Wayback Machine.] // Ойкумена. Альманах сравнительных исследований политических институтов, социально-экономических систем и цивилизаций. Вып. 7. — Харьков, 2010. — С. 137—148.
- Украинская неопатримониальная демократия: формирование, специфика и тенденции развития [Архівовано 25 жовтня 2017 у Wayback Machine.] // Ойкумена. Альманах сравнительных исследований политических институтов, социально-экономических систем и цивилизаций. Вып. 8. — Харьков, 2011. — С. 119—127.
- Неформальні інститути та неопатримоніальна демократія в Україні [Архівовано 19 березня 2022 у Wayback Machine.] // Агора. — 2016. — № 17.